# Deelemania
Deelemania é um gênero de aranhas da família Linyphiidae descrito em 1983.